# Street Fighter X Tekken
A Street Fighter X Tekken crossover verekedős játék, melyet a Capcom fejlesztett és jelentetett meg. A játékot a 2010-es San Diego Comic-Con International rendezvényen jelentette be a Capcom producere, Ono Josinori. A játék PlayStation 3, Xbox 360 és PlayStation Vita videójáték-konzolokra, valamint Microsoft Windows operációsrendszerre jelent meg 2012-ben.
A játékban mind a Street Fighter és mind a Tekken sorozatból is fel fognak tűnni szereplők. Mivel a játékot a Capcom készíti, a Namco csak a Tekken szereplőgárdáját biztosítja, ezért a játékmenete a Street Fighter IV 2 dimenziós mechanizmusára épül. A játék Comic-Conon bemutatott demójában Rju és Misima Kazuja harcolt egymással, akiket a Street Fighter Chun-Lije és a Tekken Nina Williamse váltott. A szereplők páros szuperkombókat mutattak be, amik kombinálják a két partner támadásait, hasonlóan Street Fighter EX3-ban vagy a Tekken Tag Tournament-ben látottakhoz.

## Játékmenet
Mivel a játékot a Capcom fejleszti, ezért a játékmenet magja a Street Fighter sorozatéhoz lesz hasonlatos, beépítve a szuperkombókat, valamint az EX támadásokat a Street Fighter IV-ből. A játékosok két harcost választhatnak a Street Fighter vagy a Tekken világából, az utóbbiak opcionálisan irányíthatóak a Tekken 4 gombos rendszerével is. A küzdelmek során a játékos erőt gyűjt, melyet egy három beosztású mérce jelképez a képernyő alján. A játékos egy beosztást elfogyasztva használhat egy EX támadást, vagy egy kombó folyamán válthat a partnerével, míg az egész mérce felhasználásával hívhatóak elő a szuperkombók. A játékos fel is töltheti a speciális mozdulatait, mint például Ken Tacumaki Szenpuu Kjakkúját, majd páros szuperkombót hajthat végre a partnerével. Ellentétben a Capcom többi crossover verekedős játékaival, melyekben a játékosnak az összes ellenfelet le kell vernie a győzelem fejében, a győzelem feltételei inkább a Tekken Tag Tournament-hez hasonló, ahol az a fél veszít, amelynek egy harcosának élete eléri a nullát elbuk egy menetet és az diadalmaskodik, aki több menetet nyer.

## Szereplők
A Comic-Conon bemutatott demók négy játszható szereplőt mutattak be. Dan Hibiki is látható volt egy előzetes videóban, viszont valódi játékkörülmények között még nem jelent meg. Mint a legtöbb crossover esetében, úgy itt is a szereplőknek lesznek riválisai, mint például Rju és Kazuja. Mega Man és Pac-Man - mindketten pixeles alakban - is látható volt az előzetes végén, amint egymást üldözik. Ez egy utalás a két cég múltjára, amikor egymással rivalizáltak. NANCY-MI847J, Alex, Kunimicu és egy nagy Servbot fej is látható volt a háttérben. A 2011-es Captivate rendezvényen hat újabb szereplőt mutattak be; Ken Masterst, Guilet és Abelt a Street Fighter-ből, valamint Kinget, Craig Mardukot és Bobot a Tekken-ből. Ono Twitterén közzé tett előzetesből kiderült, hogy Cammy a tizenegyedik hivatalosan megerősített szereplő. A szereplőválasztó képernyő egy részletén látható volt Sagat, ezt két napra rá egy újabb előzetes videó be is igazolta. Julia Changet és Hwoarangot bemutató videók is megjelentek, megerősítve ezzel a helyüket a szereplőgárdában. 2011. június 6-án a Sony E3 előtti sajtótájékoztatóján bejelentették Cole MacGrath szereplését a Sucker Punch Infamous franchiseából, aki kizárólag a játék PlayStation Vita és PlayStation 3 verzióiban fog feltűnni. Egy újabb előzetesben a Tekkenből láthatóak Kazama Aszuka és Lili, mint a Street Fighterből Chun-Li és Cammy riválisai. A Comic-Con 2011-en a Capcom négy új harcost mutatott be: a japán kardforgató Josimicut, a bit ökölvívó Steve Foxt, az indiai sámán Dhalsimt és a Final Fight crossover Poisonét. Egy második előzetesben négy új Final Fight szereplőt mutattak be: Mike Haggart, Hugot, Cody Traverst és Guyt.
| Street Fighter | Tekken   | Vendégszereplők |
| -------------- | -------- | --------------- |
| Rjú            | Kazuja   | Cole (PS3/Vita) |
| Ken            | Nina     | Toro (PS3/Vita) |
| Guile          | King     | Kuro (PS3/Vita) |
| Abel           | Marduk   |                 |
| Chun-Li        | Bob      |                 |
| Cammy          | Julia    |                 |
| Sagat          | Hwoarang |                 |
| Dhalsim        | Steve    |                 |
| Poison         | Josimicu |                 |
| Hugo           | Raven    |                 |
| Ibuki          | Kuma     |                 |
| Rolento        | Heihacsi |                 |
| Zangief        | Lili     |                 |
| Rufus          |          |                 |

## Fejlesztés
A Las Vegas-i EVO 2010 rendezvény  előtt a játék producere, Ono Josinori említést tett egy akkor még be nem jelentett játékról, amit először a Darkstalkers sorozat egy új címének gondoltak. Az EVO 2010 Super Street Fighter IV döntője előtt Ono a Tekken producerével, Harada Kacuhiróval tartott beszédet a színpadon és egyre többet fedtek fel a játékból; köztük azt is, hogy a hivatalos bejelentésére a 2010-es Comic-Conon kerül sor.
A Super Street Fighter IV Comic-Con-i panelje során Harada a közönség soraiból felment a színpadra, miközben ingyenes példányokat osztogatott a Tekken 6-ból. Ezután Ono és Harada bejelentették, hogy a Street Fighter X Tekken valóban létezik. Egy előzetes videót és egy játékmenet ismertető videót is bemutattak a Comic-Conon.
A bejelentés során Harada egy másik kapcsolódó játékot is bejelentett, melyet a Namco fejleszt. Mivel a Namco felel azért a játékért, ezért annak játékmenete a Tekken-éhez lesz hasonlatos.
Ez nem az első alkalom, hogy a Namco és a Capcom közösen készítenek játékot, mivel Japánban 2005-ben Namco × Capcom címen kiadtak egy crossover játékot. Az a játék nem csak a Street Fighter vagy a Tekken sorozatok univerzumából tartalmazott szereplőket, hanem számos alakot a Capcom és a Namco egész játékfelhozatalából. A Namco × Capcom egy szerepjáték, így a Tekken X Street Fighter és a Street Fighter X Tekken lesznek az első verekedős játékok, melyet a Namco és a Capcom közösen készít el. Ono Josinori állítása szerint a játék 3DS verziójának „meg kéne történnie”, de hivatalosan még semmit sem jelentettek be. A 2011-es E3 rendezvényen bejelentették a játék PlayStation Vita változatát, és azt, hogy a Sony konzoljain játszható szereplőként szerepelni fog Cole az Infamous videójáték-sorozatból.
A játékban több Capcom címre lesz utalás, ilyen például a Dino Crisis, melynek pályai inspirálták a játék egyik csataterét.
A Capcom 2 milliós eladásokra számít 2012. március 31-ig.

## Lásd még
- Tekken X Street Fighter, egy másik verekedős játék, amelyben Street Fighter és Tekken szereplők csapnak össze.
- Namco × Capcom, egy stratégiai szerepjáték crossover, melyet a Namco adott ki 2005-ben.